# ローズ大学
ローズ大学（Rhodes University）は、南アフリカ共和国東ケープ州マカンダ（旧グラハムズタウン）にある公立大学。1904年設立の州内最古、国内でも6番目に古い大学である。植民地政治家セシル・ローズの遺産であるローズ基金を利用して設立されたため、その名前がとられた。1918年に一度南アフリカ大学に組み込まれたが、1951年に再び分離した。
2015年度の入学生は8,000人以上で、そのうち3,600人以上がキャンパス内に51ある学生寮で生活している。

## 歴史
グラハムズタウンに大学を設立しようという提案は1902年時点で行われていたが、戦争による資金不足が原因で設立には至らなかった。その後1904年にリアンダー・スター・ジェームソンがローズ基金から5万ポンドの優先株式を大学宛に発行し、これによって同年5月末にローズ大学が設立された。
東ケープ州の高等教育には4つの源流がある。セント・アンドリューズ・カレッジ、ジル・カレッジ (サマセット・イースト校)、グラーフ＝リーネット・カレッジ、グレイ・インスティテュートの4つである。このうちセント・アンドリューズ・カレッジの教員4名（アーサー・マシューズ、ジョージ・コーリー、スタンリー・キッド、G・F・ディンジマンズ）がローズ大学設立時の教授に就任した。
1905年の初めには手狭だったセント・アンドリューズ・カレッジの敷地から、イギリス政府が買い上げたドロスディへと移転した。さらに1918年には南アフリカ大学設立に伴って合流し、同大学のカレッジとして存続した。しかし1947年に同大学の将来像が明らかになると、ローズ大学は再び単独の大学として独立する方針を固めた。
1951年3月10日、新生ローズ大学の開学式典が行われた。初代学長はバジル・スコンランド卿、副学長はトーマス・オルティが務めた。またフォートヘア・カレッジはローズ大学の附属校という扱いとなり、両校にとって利益のあった関係はアパルトヘイトによるカレッジ分離まで続いた。なおこの分離政策に対して大学理事会は強く反発し、学問の自由を侵害していると訴えた。しかし結局は分離大学教育法が成立し、1959年にフォートヘア・カレッジが分離された。このような状況下にもかかわらず、1962年にはこの政策を推進した大統領C・R・スワートに対して名誉博士号が授与されており、これを受けて学長バジル・スコンランドが辞職している。
1963年にはオルティの後を引き継いでジェームズ・ヒスロップが学長に就任した。1971年には閉校した私立の師範学校を建物・敷地ごと買い取るため交渉した。

## 組織

### 学部・学科
ローズ大学には以下の6学部が設置されている。
- 文学
- 商学
- 法学
- 理学
- 教育学
- 薬学

6学部はさらに30の組織に分かれており、そのうち11は文学部に所属している。文学部は学内最大の学部であり、全学生の4割が所属する。

### 法律相談所
ローズ大学には法学部の学生訓練のため無料の法律相談所が開設されており、マカンダとコマニの2箇所に設置されている。この相談所は2013年7月にネルソン・マンデラの親族15名を代表して孫のマンドラ・マンデラを相手取った訴訟を提起したことで全国的な注目を浴びた。

## 学生
2012年度の入学者数は1,592名。以下では同年の人種構成、男女比率を示す。
|          | 学部 | 大学院 | 東ケープ州 | 国内  |
| -------- | ---- | ------ | ---------- | ----- |
| 黒人     | 54%  | 49%    | 86.3%      | 79.6% |
| カラード | 46%  | 34%    | 81.3%      | 9%    |
| 白人     | 38%  | 44%    | 4.7%       | 8.9%  |
| アジア人 | 4%   | 4%     | 0.4%       | 2.5%  |

|      | 黒人 | カラード | 白人 | アジア人 | 学生全体 | 国内 |
| ---- | ---- | -------- | ---- | -------- | -------- | ---- |
| 女性 | 61%  | 67%      | 53%  | 61%      | 58%      | 51%  |
| 男性 | 39%  | 33%      | 47%  | 39%      | 42%      | 49%  |

## 主な出身者
- アレックス・ボレイン：政治家、反アパルトヘイト活動家
- イアン・スミス：軍人、政治家
- アリス・クリーグ：女優
- エンベス・デイヴィッツ：女優
- ダナ・ウィンター：女優
- ウィルバー・スミス：小説家
- ハンフリー・ナイプ：著作者、ポルノ制作者
- マックス・タイラー：ウイルス学者、ノーベル生理学・医学賞受賞

## 名称問題
大学名の由来となった植民地政治家セシル・ローズは南アフリカでイギリスの植民地政策を推し進めた人物であるため、2015年以降大学名をめぐる議論が起こっている。同年には反対派がローズ・マスト・フォール運動を主導してケープタウン大学のローズ像を撤去し、ローズ大学に対してもセシル・ローズの遺産に対する反対活動を行なった。
2017年にはローズ大学理事会で名称変更に関する議決が行われ、改称反対15、改称賛成9で名称の維持が決まった。一方大学としてもセシル・ローズが植民地政策を行う一環で現地住民を「人間以下の存在」として扱った点については批判し、それでも大学の長い伝統を鑑みると「ローズ大学」という名称を維持するのが良いと考えたとしている。